# Grove City, Minnesota
Grove City là một thành phố thuộc quận Meeker, tiểu bang Minnesota, Hoa Kỳ. Năm 2010, dân số của thành phố này là 635 người.

## Dân số
- Dân số năm 2000: 608 người.
- Dân số năm 2010: 635 người.